# Marlboro College

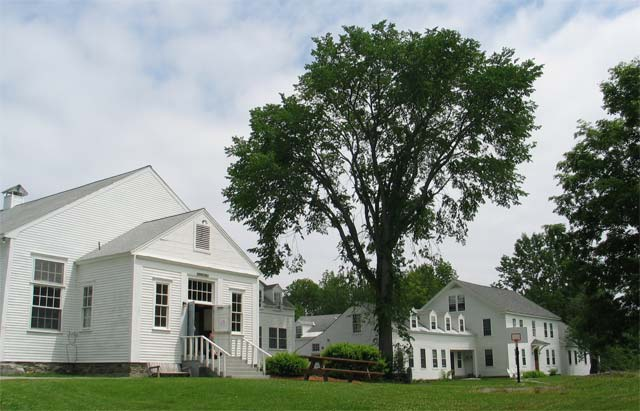
Matsal och administrationsbyggnad vid Marlboro College.

Marlboro College är ett college i Marlboro i delstaten Vermont i USA.
Skolan grundades av Walter Hendricks 1946 och har 195 studenter (2017).